# Кошкаров, Андрей
Андрей Кошкаров (Андрей Фёдорович Кашкаров; ум. 1570) — стрелецкий голова из дворянского рода Кашкаровых. Возможно, родился в 1515 году. Служил в Коломне стрелецким воеводой.
В 1559 году он находился с 400 воинов главным начальником в Лаисе, который осаждали немцы с Кетлером во главе, в течение двух дней, без всякого успеха. В 1570 году был казнён по подозрению в заговоре против царя.